# Хефер, Хаим
Хаим Хефер (ивр. חיים חפר‎, фамилия при рождении Файнер; 29 октября 1925, Сосновец, Польша — 18 сентября 2012, Тель-Авив) — израильский поэт-песенник и журналист. Один из создателей ансамбля «Пальмаха» «Чизбатрон», автор текстов песен популярных израильских мюзиклов, лауреат Премии Израиля в области песенного искусства на иврите и премии имени Соколова в области журналистики.

## Биография
Хаим Файнер родился в октябре 1925 года («Энциклопедия первопроходцев и строителей ишува» указывает в качестве даты рождения 29 октября, однако есть данные, что сам Хефер отмечал свой день рождения 28 октября) в Польше в семье Иссахара и Ревекки Файнер. Получил традиционное еврейское образование, в 1936 году с семьёй иммигрировал в подмандатную Палестину, где осел в Раанане. Там окончил среднюю школу, позже учился в Еврейском университете в Иерусалиме и изучал режиссёрское искусство в Англии.
В 1943 году Хаим вступил в ряды еврейской организации «Пальмах». Проходил службу на базах «Пальмаха» в Дафне, Айелет-ха-Шахар, Тель-Йосефе, а затем в штабе бригады. Участвовал в операциях по нелегальной доставке еврейских иммигрантов в Палестину, в боевой операции «Ночь мостов» в 1946 году и в Войне за независимость Израиля.
Совместно с режиссёром Ш. Бунимом Хефер основал «Чизбатрон» — ансамбль «Пальмаха», ставший первым военным ансамблем Израиля. В дальнейшем вёл сатирическую колонку в журнале «Ципор ха-Нефеш», а с 1964 года — колонку в газете «Едиот Ахронот», где публиковал сатирические тексты, написанные рифмованной прозой (макамы). Одновременно Хефер работал как поэт-песенник, сочиняя тексты для ревю и мюзиклов, а также для отдельных исполнителей, в том числе Саши Аргова, Йорама Гаона и Яфы Яркони. В 1975—1978 годах Хефер занимал должность атташе по культуре при консульстве Израиля в Лос-Анджелесе.
В 1962 году Хаим Хефер женился на Рут Леви-Морахи, от этого брака у него родилась дочь Мирьям. Хефер умер в сентябре 2012 года, в возрасте 86 лет, в медицинском центре им. Сураски (Тель-Авив) после тяжёлой продолжительной болезни и был похоронен на кладбище деревни художников Эйн-Ход. По его собственной просьбе, по нему не читались поминальные молитвы.

## Творчество и публицистика
С самого начала деятельности ансамбля «Чизбатрон» Хаим Хефер был одним из его ведущих авторов. Уже в 1949 году его песни вошли в сборник песен «Чизбатрона». Два персональных сборника песен — «Лёгкая амуниция» (ивр. תחמושת קלה‎ — Тахмошет кала) и «Слова на мелодии» (ивр. מלים למנגינות‎ — Милим ла-мангинот) — были изданы в 1956 и 1962 годах соответственно. Многие стихи Хефера были положены на музыку композиторами Сашей Арговом и Довом Зельцером, а всего на его слова было написано свыше тысячи песен.
В 1944 году Хаим Хефер написал текст к маршу Василия Агапкина «Прощание славянки», известный как «Между гор» (ивр. בין הרים‎ — «Бейн харим»).
В 1950-е годы процветал творческий союз Хефера с Даном Бен-Амоцем. В 1956 году они вместе издали сборник юмористических рассказов о жизни «Пальмаха» «Мешок брехни» (ивр. ילקוט הכזבים‎ — Ялкут ха-кзавим), выдержавший в дальнейшем многочисленные переиздания. В 1959 году к 50-летию Тель-Авива ими же был сочинён текст эстрадно-сатирического ревю «Маленький Тель-Авив». Премьера состоялась на праздновании юбилея города, в дальнейшем спектакль шёл в открытом авторами кабаре «Хамам», располагавшемся в здании старой турецкой бани в Яффо, и в театре «Габима». Перу Хефера принадлежат тексты песен в популярных в Израиле мюзиклах «Казаблан» (1967) и «Ай лайк Майк» (1968) и постановках театра «Камери» и театральных трупп «Ли-ла-ло» и «Ха-Мататэ». В переводах Хефера на иврит в Израиле шли пьесы Клиффорда Одетса («Деревенская девушка»), Бернарда Шоу («Миллионерша») и Шолом-Алейхема ("Сендер Бланк и его семейка). Он также был автором сценария документальных фильмов.
Как журналист Хефер использовал в своей колонке в газете «Едиот Ахронот» жанр рифмованного прозаического фельетона — макамы. Три сборника его макам вышли в 1968 («Орден борцов»), 1978 («Пятничные тетради») и 1998 годах («(Почти) ни одного плохого слова»).
За свою журналистскую деятельность Хефер был удостоен премии имени Соколова; его творчество как поэта и драматурга принесло ему премию Союза композиторов, поэтов и издателей Израиля (АКУМ), а в 1983 году ему была присуждена Премия Израиля в области песенного искусства на иврите.
Хефер, выросший в годы борьбы еврейства ишува за государственную независимость, был ведущим поэтом-песенником этой эпохи и болезненно переживал смену культурной парадигмы Израиля, в ходе которой центральное место в ней стал занимать стиль мизрахи. Хефер писал в своей колонке в «Едиот Ахронот», что в израильском обществе героизм был вытеснен гедонизмом и что им управляют десятки тысяч адвокатов и менял. В 2002 году его резкие выпады против искусства марокканской и других восточных еврейских общин Израиля вызвали волну критики в его адрес, и в конечном итоге он был вынужден принести извинения, написав после этого песню для известной исполнительницы стиля мизрахи Захавы Бен.